# Evidenti tracce di felicità
Evidenti tracce di felicità è il dodicesimo cd (il decimo in studio) del gruppo italiano Yo Yo Mundi, pubblicato nel 2016.

## Tracce
1. Sempre – 3:55
2. Ai ssùma tùrna – 3:31
3. Evidenti tracce di felicità – 4:07
4. La luce del mondo quando si risveglia – 4:06
5. Cuore femmina – 3:25
6. Il ragazzo che cantava il carnevale – 4:00
7. Chiedilo alle nuvole – 3:11
8. Tutte le memorie scritte del mondo – 4:22
9. Ciâpapùve – 3:29
10. Reinna – 2:55
11. Annusiamo le parole – 2:59
12. Di rose, di fiume, di confine – 5:06

## Formazione

### Gruppo
- Paolo Enrico Archetti Maestri - voce, chitarre, charango (1-2), kazoo (2-9-11), bouzouki (3-11), armonica (6-12), richiami (12)
- Andrea Cavalieri - basso elettrico, contrabbasso, voce, violoncello (12)
- Fabio Martino - fisarmonica
- Eugenio Merico - batteria, cembalo[non chiaro] (5-8), ancora stropicciata (12)
- Fabrizio Barale - chitarra elettrica, lap steel guitar (8)
- Chiara Giacobbe - violino

Altri musicisti
- Federica Addari - voce (2-6-10), cori (6)
- Paolo Bonfanti - chitarra acustica (1), national steel guitar (3)
- Alan Brunetta - marimba (12)
- Gino Capogna - cembalo (2), cajón (9), percussioni (9), twistle (9), duck (9)
- Rino Garzia - contrabbasso (9)
- Simone Lombardo - cornamusa (1), flauto (1-3-11), ghironda (10), flauto legno (12)
- Gianni Maroccolo - basso elettrico (4)
- Dario Mecca Aleina - tastiera Farfisa (5-6)
- Andrea Negruzzo - clavicembalo (7-8)
- Cristina Nico - voce (5)
- Anna Maria Stasi - voce (1-6-7-11), cori (6)
- Ludovica Valori - trombone
- Marta Wingu - voce (3)
- Betti Zambruno - voce recitante (12))